# Бахчисарайский район
Бахчисара́йский райо́н (укр. Бахчисарайський район, крымскотат. Багъчасарай районы, Bağçasaray rayonı) — район Автономной Республики Крым в составе Украины, аннексированной Россией в 2014 году. Административно-территориальная единица (район) и одноимённое муниципальное образование (муниципальный район) в Республике Крым Российской Федерации (согласно позиции России, фактически контролирующей Крым).
Бахчисарайский район расположен на юго-западе Крымского полуострова и граничит на севере с Симферопольским районом, на востоке — с Алуштой, на юге — с Ялтой, на западе — с Севастополем, на северо-западе имеет выход к Черному морю (Каламитский залив). Большую часть территории занимают горы, лишь на северо-западе, где район имеет выход к морю, рельеф местности относительно равнинный. На территории района находится много памятников древней и средневековой истории Крыма. Наиболее известными являются так называемые пещерные города (развалины укреплённых поселений на горных плато) — Чуфут-Кале, Мангуп, Качи-Кальон, Эски-Кермен, Тепе-Кермен, Кыз-Кермен, Бакла и другие. Административный центр района — город Бахчисарай. В посёлке Научный находится Крымская астрофизическая обсерватория.

## География и климат
Центральная часть района находится в пределах Внутренней гряды Крымских гор, северо-западная — представляет собой степь, а южная и восточная части располагаются в пределах Главной гряды Крымских гор. Рельеф в пределах района изменяется от равнинного на северо-западе до низменного — в центральной части и на юго-востоке. Колебание относительных высот в пределах района достигает 1000 м. Полезные ископаемые: каменный уголь, известняки, глины, мергели, гранодиориты; есть источники минеральных вод. Минеральные воды представлены месторождениями сульфидных вод (Аджи-Су), водами без специфических компонентов (Соколинское и Подлесненское), и йодо-бромными источниками (Новоульяновское), которые показаны при лечении заболеваний опорно-двигательного аппарата, сердечно-сосудистой системы, болезнях желудка. В предгорьях распространены выщелоченные чернозёмы и коричневые грунты, в горах — бурые горно-лесные, на равнине — луговые чернозёмы (10,6 % площади района) и южные чернозёмы. Площадь зелёных насаждений — 85,0 тыс. га. Преобладают: дуб скальный, сосна крымская, бук, граб, осина, ольха чёрная, можжевельник, кизил.
В Бахчисарайском районе находится часть Крымского заповедно-охотничьего хозяйства, заказник Большой Каньон Крыма; памятники природы и истории республиканского значения (Бельбекский каньон и Мангуп-Кале); 7 памятников природы местного значения. Реки района принадлежат к бассейну Чёрного моря: Альма, Кача, Бельбек. В отдельные годы на них бывают сели. Для местных нужд сооружены Партизанское водохранилище 
(площадь водного зеркала — 150 га), есть также Альминское и Бахчисарайское водохранилище (общей площадью 350 га).
Обычная температура января — 4-0,3°С, июля +21,1 °C. Осадков 482—568 мм в год, наибольшее их количество — зимой и осенью. Снеговой покров неустойчивый. Есть две метеостанции (Почтовое, Голубинка). Бахчисарайский регион лежит в пределах предгорного Крымского засушливого, очень тёплого агроклиматического района.
На территории района находится пещера Сююрю-Кая — наибольшая коррозионно-гравитационная шахта Крыма. В районе поселка Куйбышево находится Таврская пещера — самая крупная пещера-грот Внутренней гряды Крымских гор.

## История
Бахчисарайский район образован в октябре 1923 года из части земель Симферопольского, Севастопольского и Ялтинского округов (созданных в ноябре 1921 года) на территориях Симферопольского и Ялтинского уездов. В 1930 году из Бахчисарайского был выделен отдельный Фотисальский район (с 1935 до 1962 гг. — Куйбышевский, упразднённый в 1962 году в пользу первого). С 1931 до 1944 год Бахчисарайский район, в ряду других, имел статус татарского национального. C 30 декабря 1962 года по 4 января 1965 года в Бахчисарайский район входила территория временно тогда упразднённого Симферопольского района.
17 июля 2020 года парламент Украины, не признающей аннексию Крыма Российской Федерацией, принял постановление о новой сети районов в стране, которым предполагается включить в состав Бахчисарайского района территорию Севастопольского городского совета, кроме городской застройки самого Севастополя и Балаклавы (в частности, Инкерманский городской, Качинский поселковый и сельские советы, подчинённые Севастопольскому горсовету), однако данное изменение не вступало в силу до «возвращения Крыма под общую юрисдикцию Украины». 9 сентября 2023 года, несмотря на отсутствие контроля над полуостровом, вступили в силу поправки, которые ввели в действие данное постановление в отношении Крыма.

## Население
| 1939    | 1959    | 1970    | 1979    | 1989    | 2001    | 2009    | 2010    | 2011    |
| ------- | ------- | ------- | ------- | ------- | ------- | ------- | ------- | ------- |
| 46 888  | ↘41 213 | ↗68 343 | ↗80 455 | ↗88 184 | ↗92 617 | ↘89 897 | ↗90 113 | ↗90 339 |
| 2012    | 2013    | 2014    | 2015    | 2016    | 2017    | 2018    | 2019    | 2020    |
| ↗90 754 | ↗91 054 | ↘90 911 | ↗90 918 | ↘90 527 | ↘90 029 | ↘89 184 | ↘88 371 | ↗88 837 |
| 2021    |         |         |         |         |         |         |         |         |
| ↗94 462 |         |         |         |         |         |         |         |         |

По итогам переписи населения в Крымском федеральном округе по состоянию на 14 октября 2014 года численность постоянного населения района составила 90911 человек (в том числе городское — 30,19 % (или 27448 человек в городе Бахчисарай); сельское — 69,81 %).
По состоянию на 1 января 2014 года численность населения района составила 91515 постоянных жителей и 91571 человек наличного населения, на 1 июля 2014 года — 91578 постоянных жителей (в том числе 32491 городских (35,5 %) и 59087 сельских) и 91634 человека наличного населения.

### Национальный состав
По данным переписей населения 2001 и 2014 годов:
| национальность  | 2001, всего, чел. | % от все- го | 2014 всего, чел. | % от все- го | % от указав- ших |
| --------------- | ----------------- | ------------ | ---------------- | ------------ | ---------------- |
| указали         |                   |              | 90085            | 99,09 %      | 100,00 %         |
| русские         | 50236             | 54,28 %      | 50872            | 55,96 %      | 56,47 %          |
| крымские татары | 19695             | 21,28 %      | 21289            | 23,42 %      | 23,63 %          |
| украинцы        | 18158             | 19,62 %      | 11641            | 12,80 %      | 12,92 %          |
| татары          | 1254              | 1,36 %       | 3665             | 4,03 %       | 4,07 %           |
| белорусы        | 1156              | 1,25 %       | 747              | 0,82 %       | 0,83 %           |
| армяне          | 183               | 0,20 %       | 235              | 0,26 %       | 0,26 %           |
| узбеки          | 207               | 0,22 %       | 233              | 0,26 %       | 0,26 %           |
| азербайджанцы   | 159               | 0,17 %       | 196              | 0,22 %       | 0,22 %           |
| молдаване       | 159               | 0,17 %       | 113              | 0,12 %       | 0,13 %           |
| греки           |                   |              | 101              | 0,11 %       | 0,11 %           |
| турки           |                   |              | 70               | 0,08 %       | 0,08 %           |
| мордва          |                   |              | 65               | 0,07 %       | 0,07 %           |
| поляки          |                   |              | 65               | 0,07 %       | 0,07 %           |
| чуваши          |                   |              | 62               | 0,07 %       | 0,07 %           |
| немцы           |                   |              | 60               | 0,07 %       | 0,07 %           |
| грузины         |                   |              | 50               | 0,05 %       | 0,06 %           |
| другие          | 1335              | 1,44 %       | 621              | 0,68 %       | 0,69 %           |
| не указали      |                   |              | 826              | 0,91 %       |                  |
| всего           | 92542             | 100,00 %     | 90911            | 100,00 %     |                  |

## Административно-муниципальное устройство
Бахчисарайский район как муниципальное образование со статусом муниципального района в составе Республики Крым РФ с 2014 года включает 18 муниципальных образований, в том числе 1 городское поселение и 17 сельских поселений:
1. Бахчисарай
2. Ароматненское
3. Верхореченское
4. Вилинское
5. Голубинское
6. Долинненское
7. Железнодорожненское
8. Зелёновское
9. Каштановское
10. Красномакское
11. Куйбышевское
12. Песчановское
13. Плодовское
14. Почтовское
15. Скалистовское
16. Табачненское
17. Тенистовское
18. Угловское

До 2014 года они составляли одноимённые местные советы: 1 городской совет, 2 поселковых совета и 15 сельских советов в рамках административного деления АР Крым в составе Украины (до 1991 года — Крымской области УССР в составе СССР).

### Населённые пункты
В состав Бахчисарайского района входят 85 населённых пунктов, в том числе: 1 город (Бахчисарай), 3 посёлка городского типа (Куйбышево, Научный, Почтовое), 79 сёл и 2 посёлка (сельского типа), при этом с 2014 года все посёлки городского типа (пгт) Республики Крым также отнесены к сельским населённым пунктам:
| №  | Населённый пункт  | Тип     | Историческое название | Население (чел.) | Местный совет до 2014 года    | Муниципальное образование с 2014 года  |
| -- | ----------------- | ------- | --------------------- | ---------------- | ----------------------------- | -------------------------------------- |
| 1  | Бахчисарай        | город   |                       | ↗28 609          | Бахчисарайский горсовет       | городское поселение Бахчисарай         |
| 2  | Научный           | пгт     |                       | ↘612             | Бахчисарайский горсовет       | городское поселение Бахчисарай         |
| 3  | Ароматное         | село    |                       | ↘872             | Ароматненский сельсовет       | Ароматненское сельское поселение       |
| 4  | Викторовка        | село    | Кучук-Яшлав           | ↘736             | Ароматненский сельсовет       | Ароматненское сельское поселение       |
| 5  | Маловидное        | село    | Эдиш-Эли              | ↗914             | Ароматненский сельсовет       | Ароматненское сельское поселение       |
| 6  | Репино            | село    | Биюк-Яшлав            | ↘150             | Ароматненский сельсовет       | Ароматненское сельское поселение       |
| 7  | Розовое           | село    | Казбий-Эли            | ↘0               | Ароматненский сельсовет       | Ароматненское сельское поселение       |
| 8  | Верхоречье        | село    | Бия-Сала              | ↘1126            | Верхореченский сельсовет      | Верхореченское сельское поселение      |
| 9  | Баштановка        | село    | Пычки                 | ↘212             | Верхореченский сельсовет      | Верхореченское сельское поселение      |
| 10 | Кудрино           | село    | Шури                  | ↘185             | Верхореченский сельсовет      | Верхореченское сельское поселение      |
| 11 | Машино            | село    | Татаркой              | ↘239             | Верхореченский сельсовет      | Верхореченское сельское поселение      |
| 12 | Предущельное      | село    | Кош-Дегирмен          | ↘549             | Верхореченский сельсовет      | Верхореченское сельское поселение      |
| 13 | Синапное          | село    | Улу-Сала              | ↘293             | Верхореченский сельсовет      | Верхореченское сельское поселение      |
| 14 | Вилино            | село    | Бурлюк                | ↗6973            | Вилинский сельсовет           | Вилинское сельское поселение           |
| 15 | Рассадное         | село    |                       | ↘1               | Вилинский сельсовет           | Вилинское сельское поселение           |
| 16 | Голубинка         | село    | Фоти-Сала             | ↗1433            | Голубинский сельсовет         | Голубинское сельское поселение         |
| 17 | Аромат            | село    | Витим                 | ↗330             | Голубинский сельсовет         | Голубинское сельское поселение         |
| 18 | Богатое Ущелье    | село    | Коклуз                | ↘104             | Голубинский сельсовет         | Голубинское сельское поселение         |
| 19 | Нижняя Голубинка  | село    | Нижняя Фоти-Сала      | ↘249             | Голубинский сельсовет         | Голубинское сельское поселение         |
| 20 | Новополье         | село    | Яны-Сала              | ↗313             | Голубинский сельсовет         | Голубинское сельское поселение         |
| 21 | Поляна            | село    | Маркур                | ↘178             | Голубинский сельсовет         | Голубинское сельское поселение         |
| 22 | Путиловка         | село    | Янджо                 | ↘312             | Голубинский сельсовет         | Голубинское сельское поселение         |
| 23 | Соколиное         | село    | Коккоз                | ↘1251            | Голубинский сельсовет         | Голубинское сельское поселение         |
| 24 | Солнечноселье     | село    | Аиргуль               | ↘139             | Голубинский сельсовет         | Голубинское сельское поселение         |
| 25 | Долинное          | село    | Топчикой              | ↘1551            | Долинненский сельсовет        | Долинненское сельское поселение        |
| 26 | Новенькое         | село    | Аранкой Русский       | ↗563             | Долинненский сельсовет        | Долинненское сельское поселение        |
| 27 | Фурмановка        | село    | Актачи                | ↗958             | Долинненский сельсовет        | Долинненское сельское поселение        |
| 28 | Железнодорожное   | село    |                       | ↗970             | Железнодорожненский сельсовет | Железнодорожненское сельское поселение |
| 29 | Белокаменное      | село    | Сююр-Таш              | ↗416             | Железнодорожненский сельсовет | Железнодорожненское сельское поселение |
| 30 | Дачное            | село    | Толе                  | ↗266             | Железнодорожненский сельсовет | Железнодорожненское сельское поселение |
| 31 | Мостовое          | село    |                       | ↘267             | Железнодорожненский сельсовет | Железнодорожненское сельское поселение |
| 32 | Речное            | село    |                       | ↘337             | Железнодорожненский сельсовет | Железнодорожненское сельское поселение |
| 33 | Сирень            | посёлок | Сюйрен                | ↗128             | Железнодорожненский сельсовет | Железнодорожненское сельское поселение |
| 34 | Тургеневка        | село    | Теберти               | ↗1359            | Железнодорожненский сельсовет | Железнодорожненское сельское поселение |
| 35 | Зелёное           | село    | Татар-Осман           | →280             | Зелёновский сельсовет         | Зелёновское сельское поселение         |
| 36 | Богатырь          | село    |                       | ↘164             | Зелёновский сельсовет         | Зелёновское сельское поселение         |
| 37 | Многоречье        | село    | Кучук-Озенбаш         | ↗63              | Зелёновский сельсовет         | Зелёновское сельское поселение         |
| 38 | Нагорное          | село    | Махульдюр             | ↗134             | Зелёновский сельсовет         | Зелёновское сельское поселение         |
| 39 | Плотинное         | село    | Гавр                  | ↘663             | Зелёновский сельсовет         | Зелёновское сельское поселение         |
| 40 | Счастливое        | село    | Биюк-Озенбаш          | ↘348             | Зелёновский сельсовет         | Зелёновское сельское поселение         |
| 41 | Каштаны           | село    | Новый Бурлюк          | ↘862             | Каштановский сельсовет        | Каштановское сельское поселение        |
| 42 | Кочергино         | село    | Отеш-Эли              | ↘439             | Каштановский сельсовет        | Каштановское сельское поселение        |
| 43 | Отрадное          | село    | Ханышкой              | ↘826             | Каштановский сельсовет        | Каштановское сельское поселение        |
| 44 | Шевченково        | село    | Коджук-Эли            | ↘942             | Каштановский сельсовет        | Каштановское сельское поселение        |
| 45 | Красный Мак       | село    | Биюк-Каралез          | ↘1663            | Красномакский сельсовет       | Красномакское сельское поселение       |
| 46 | Залесное          | село    | Юкары-Каралез         | ↘285             | Красномакский сельсовет       | Красномакское сельское поселение       |
| 47 | Ходжа-Сала        | село    |                       | ↘53              | Красномакский сельсовет       | Красномакское сельское поселение       |
| 48 | Холмовка          | село    | Заланкой              | ↘2234            | Красномакский сельсовет       | Красномакское сельское поселение       |
| 49 | Куйбышево         | пгт     | Албат                 | ↗2520            | Куйбышевский поссовет         | Куйбышевское сельское поселение        |
| 50 | Большое Садовое   | село    | Таш-Басты             | ↗397             | Куйбышевский поссовет         | Куйбышевское сельское поселение        |
| 51 | Высокое           | село    | Керменчик             | ↘151             | Куйбышевский поссовет         | Куйбышевское сельское поселение        |
| 52 | Малое Садовое     | село    | Кучук-Сюйрен          | ↗336             | Куйбышевский поссовет         | Куйбышевское сельское поселение        |
| 53 | Новоульяновка     | село    | Отарчик               | ↗343             | Куйбышевский поссовет         | Куйбышевское сельское поселение        |
| 54 | Танковое          | село    | Биюк-Сюйрен           | ↗1639            | Куйбышевский поссовет         | Куйбышевское сельское поселение        |
| 55 | Песчаное          | село    | Алма-Тамак            | ↘820             | Песчановский сельсовет        | Песчановское сельское поселение        |
| 56 | Береговое         | село    | Замрук                | ↘787             | Песчановский сельсовет        | Песчановское сельское поселение        |
| 57 | Плодовое          | село    | Азек                  | ↘1090            | Плодовский сельсовет          | Плодовское сельское поселение          |
| 58 | Брянское          | село    | Кочкар-Эли            | ↗910             | Плодовский сельсовет          | Плодовское сельское поселение          |
| 59 | Горка             | село    |                       | →0               | Плодовский сельсовет          | Плодовское сельское поселение          |
| 60 | Дорожное          | село    | Бий-Эли               | ↘167             | Плодовский сельсовет          | Плодовское сельское поселение          |
| 61 | Дубровка          | село    |                       | ↘494             | Плодовский сельсовет          | Плодовское сельское поселение          |
| 62 | Почтовое          | пгт     | Базарчик              | ↘3080            | Почтовский поссовет           | Почтовское сельское поселение          |
| 63 | Заветное          | село    | Алма-Кермен           | ↘472             | Почтовский поссовет           | Почтовское сельское поселение          |
| 64 | Зубакино          | село    |                       | ↘144             | Почтовский поссовет           | Почтовское сельское поселение          |
| 65 | Казанки           | село    | Атчеут                | ↘358             | Почтовский поссовет           | Почтовское сельское поселение          |
| 66 | Малиновка         | село    | Кобазы                | ↗336             | Почтовский поссовет           | Почтовское сельское поселение          |
| 67 | Нововасильевка    | село    |                       | ↘631             | Почтовский поссовет           | Почтовское сельское поселение          |
| 68 | Новопавловка      | село    | Хан-Эли               | ↘683             | Почтовский поссовет           | Почтовское сельское поселение          |
| 69 | Приятное Свидание | село    |                       | ↘426             | Почтовский поссовет           | Почтовское сельское поселение          |
| 70 | Растущее          | село    | Ойсунки               | ↘356             | Почтовский поссовет           | Почтовское сельское поселение          |
| 71 | Самохвалово       | село    | Шакул                 | ↘545             | Почтовский поссовет           | Почтовское сельское поселение          |
| 72 | Севастьяновка     | село    |                       | →508             | Почтовский поссовет           | Почтовское сельское поселение          |
| 73 | Стальное          | посёлок |                       | ↘56              | Почтовский поссовет           | Почтовское сельское поселение          |
| 74 | Тополи            | село    |                       | ↘609             | Почтовский поссовет           | Почтовское сельское поселение          |
| 75 | Скалистое         | село    | Тав-Бодрак            | ↗3121            | Скалистовский сельсовет       | Скалистовское сельское поселение       |
| 76 | Глубокий Яр       | село    | Улаклы                | ↘592             | Скалистовский сельсовет       | Скалистовское сельское поселение       |
| 77 | Прохладное        | село    | Мангуш                | ↘621             | Скалистовский сельсовет       | Скалистовское сельское поселение       |
| 78 | Трудолюбовка      | село    | Новый Бодрак          | ↘512             | Скалистовский сельсовет       | Скалистовское сельское поселение       |
| 79 | Табачное          | село    | Кишине                | ↗1648            | Табачненский сельсовет        | Табачненское сельское поселение        |
| 80 | Тенистое          | село    | Калымтай              | ↗1211            | Тенистовский сельсовет        | Тенистовское сельское поселение        |
| 81 | Айвовое           | село    | Эфендикой             | ↘482             | Тенистовский сельсовет        | Тенистовское сельское поселение        |
| 82 | Красная Заря      | село    | Чоткара и Акшейх      | ↘323             | Тенистовский сельсовет        | Тенистовское сельское поселение        |
| 83 | Некрасовка        | село    | Гёлюмбей              | ↘331             | Тенистовский сельсовет        | Тенистовское сельское поселение        |
| 84 | Суворово          | село    | Аранчи                | ↘554             | Тенистовский сельсовет        | Тенистовское сельское поселение        |
| 85 | Угловое           | село    | Аджи-Болат            | ↗3408            | Угловский сельсовет           | Угловское сельское поселение           |

Староселье (Салачик), Подгородное (Эски-Юрт) и Белый Источник (Ак-Чокрак), ранее бывшие отдельными сёлами, теперь вошли в состав города Бахчисарай.

## Власть
Руководители района — глава районной администрации Львова Светлана Николаевна и глава муниципального образования — председатель районного совета Дердаров Рефат Якубович.

## Символика
Герб и флаг района были утверждены Бахчисарайским районным советом первого (после аннексии Крыма Российской Федерацией) созыва 25 мая 2017 года. Герб района, согласно этому решению, имеет следующее описание: «„В пересечѐнном повышено: червлѐном (красном) и зелѐном поле дважды просечѐнный волнистый серебряный пояс, сопровождаемый вверху золотым кольцом, внутри которого две отвлечѐнные золотые длани в рукопожатии, внизу — золотой виноградной гроздью с двумя листьями и, по сторонам от неѐ, двумя золотыми яблоками“». Флаг представляет собой «прямоугольное полотнище с соотношением ширины к длине 2:3, состоящее из семи волнистых горизонтальных полос, ширины которых соотносятся как 50:3:2:3:2:3:50, сверху вниз: красного, белого, зелѐного, белого, зелѐного, белого и зелѐного цветов; в центре красной полосы кольцо золотого цвета, внутри которого две пожимающих друг друга, не соприкасающихся с кольцом, кисти рук жѐлтого цвета; в центре зелѐной полосы — гроздь винограда жѐлтого цвета с двумя листьями, по сторонам от которой — два яблока жѐлтого цвета». Ранее, до утраты Украиной контроля над бо́льшей частью Крыма, постоянные комиссии райсовета предыдущего созыва одобрили (июнь 2012) иной проект символики — гербом района предлагалось установить бело-зелёный щит, в центре которого (между белой и зелёной частями) расположены три золотых пояса, а на белой части щита изображалась золотая чаша с «гроздью солнечных ягод», яблоком и персиком; флаг представлял бы собой бело-зелёное прямоугольное полотнище с тремя золотыми поясами.

## Экономика
Наиболее развиты промышленность, сельское хозяйство, туризм и торговля.

### Промышленность
Крупнейшие предприятия: бахчисарайский комбинат «Стройиндустрия», деревообрабатывающий комбинат, «Дориндустрия», эфиромасличное предприятие, консервные заводы, шерстепрядильная фабрика, Альминский завод строительных материалов (добыча камня-известняка).

### Сельское хозяйство
Район специализируется в садоводстве (яблоня, груша, черешня, персик, вишня, айва, абрикос) и виноградарстве. Выращиваются эфиромасличные культуры (лаванда, шалфей, роза), грецкий орех, миндаль. Основные области животноводства: свиноводство, овцеводство, пчеловодство, птицеводство; вспомогательные области: звероводство (выращивание кроликов, песцов, черно-бурых лисиц), коневодство.

### Транспорт
Железнодорожные станции: Бахчисарай, Почтовая, Самохвалово, Сирень. Автомобильных дорог — 762 км, в том числе с твёрдым покрытием — 500 км.

## Образование, культура, наука
В районе есть профессионально-техническое училище и дорожный техникум (Бахчисарай), Крымская астрофизическая обсерватория (пгт. Научный), Дом природы, бюро путешествий и экскурсий (Бахчисарай), две туристических базы (Бахчисарай, Соколиное).
В бассейне реки Бодрак расположены учебно-научные базы Московского государственного университета, Санкт-Петербургского государственного университета (село Трудолюбовка) и Российского государственного геологоразведочного университета (село Прохладное).

## Достопримечательности
- Ханский дворец в Бахчисарае
- Бахчисарайский Успенский монастырь
- Город-крепость Чуфут-Кале возле Бахчисарая
- Пещерный город Эски-Кермен (VI—XIII ст.) возле села Красный Мак
- Крепость и пещерный город Мангуп (VI—XVIII ст.) возле села Ходжа-Сала
- Грот Шайтан-Коба со стоянкой древнего человека эпохи среднего палеолита
- Пещерный город Тепе-Кермен
- Городище Кыз-Кермен
- Пещерный монастырь Качи-Кальон
- Охотничий дом Юсупова
- Палеолитическая пещера Староселье, где найдены кремнёвые орудия и погребение ребёнка вида Homo sapiens с отдельными неандерталоидными признаками[47][48]
- Юсуповская мечеть
- Большой каньон (Крым)
- Крымская астрофизическая обсерватория
- Пещерный город Бакла

## Побратимы
- Республика Татарстан[49]
- Городской округ Мытищи[49]
- Братский район Иркутской области[49]
- Старобешевский район Донецкой области[49]
- Батыревский район Чувашской Республики[49]
- Внутригородское муниципальное образование Качинский муниципальный округ[49]